# Elisenbrunnen

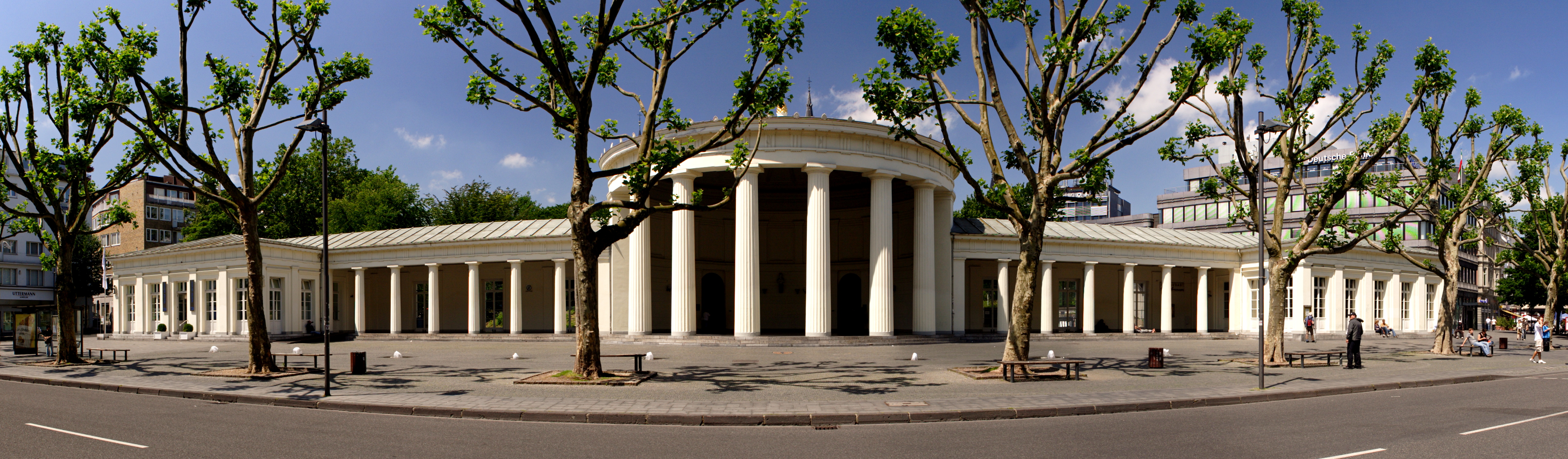
Panoramaaufnahme des Elisenbrunnens, 2008

Der Elisenbrunnen am Friedrich-Wilhelm-Platz in Aachen ist ein klassizistischer Bau der Architekten Johann Peter Cremer und Karl Friedrich Schinkel. Die Bauausführung oblag dem Aachener Privatbaumeister Andreas Hansen. Benannt wurde der Bau nach der preußischen Kronprinzessin Elisabeth Ludovika von Bayern (Elise), der Tochter des bayrischen Königs Maximilian I., Gemahlin des späteren preußischen Königs Friedrich Wilhelms IV. Ihre Büste wurde 1828 aus Carraramarmor von Christian Friedrich Tieck angefertigt und 1832 in der Rotunde aufgestellt.
Der Elisenbrunnen besteht heute aus einer offenen Wandelhalle mit dorischem Säulenvorbau und jeweils einem Pavillon links und rechts mit mehreren Räumlichkeiten. Aus zwei Trinkbrunnen fließt das warme Wasser der Kaiserquelle (52 °C), das über eine Leitung vom Büchel zum Brunnen geleitet wird. Das Wasser ist stark schwefelhaltig, so dass vom Elisenbrunnen stets ein charakteristischer Geruch nach faulen Eiern (Schwefelwasserstoff) ausgeht.

## Geschichte

### Errichtung

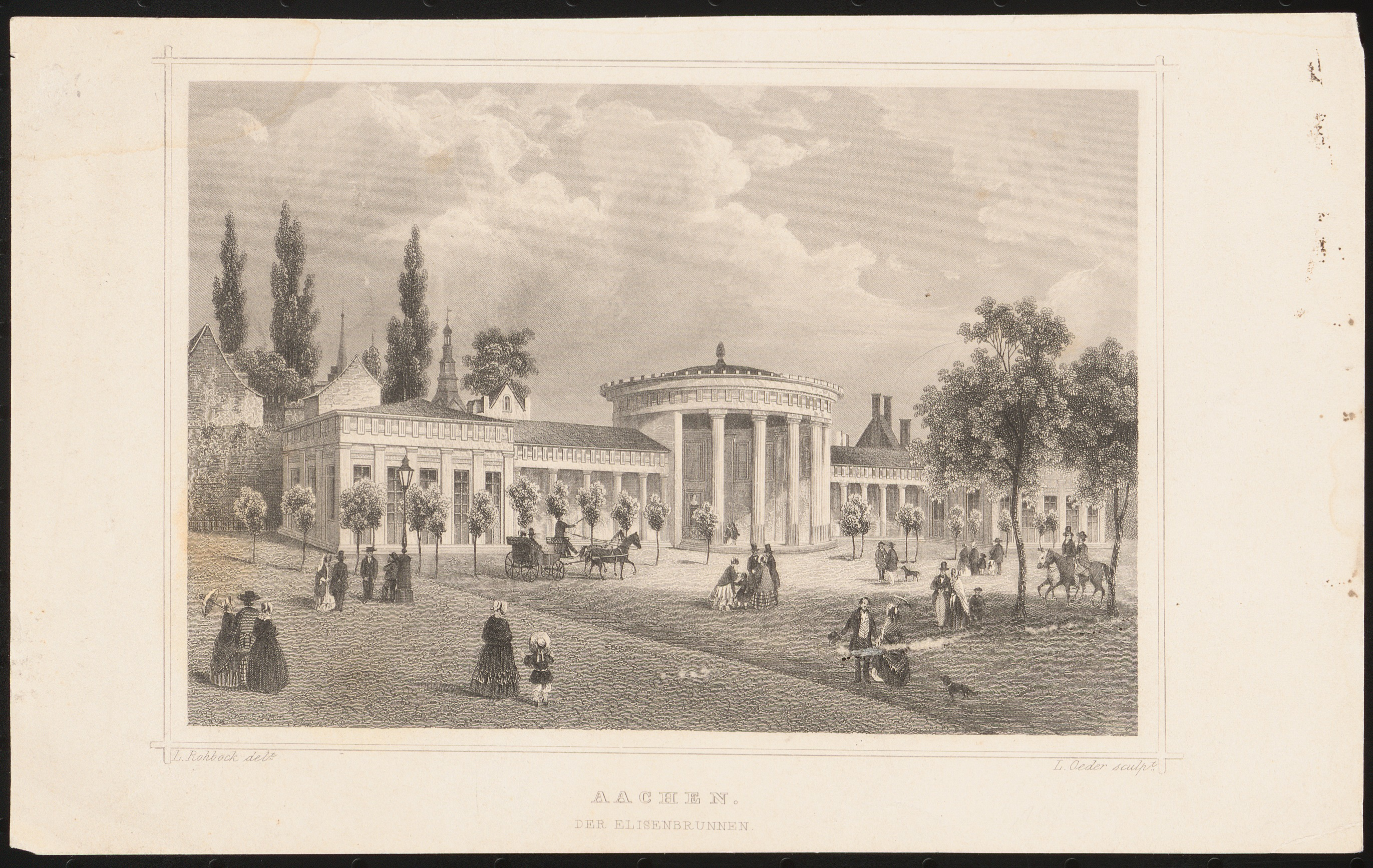
Ansicht der Vorderseite zur Entstehungszeit

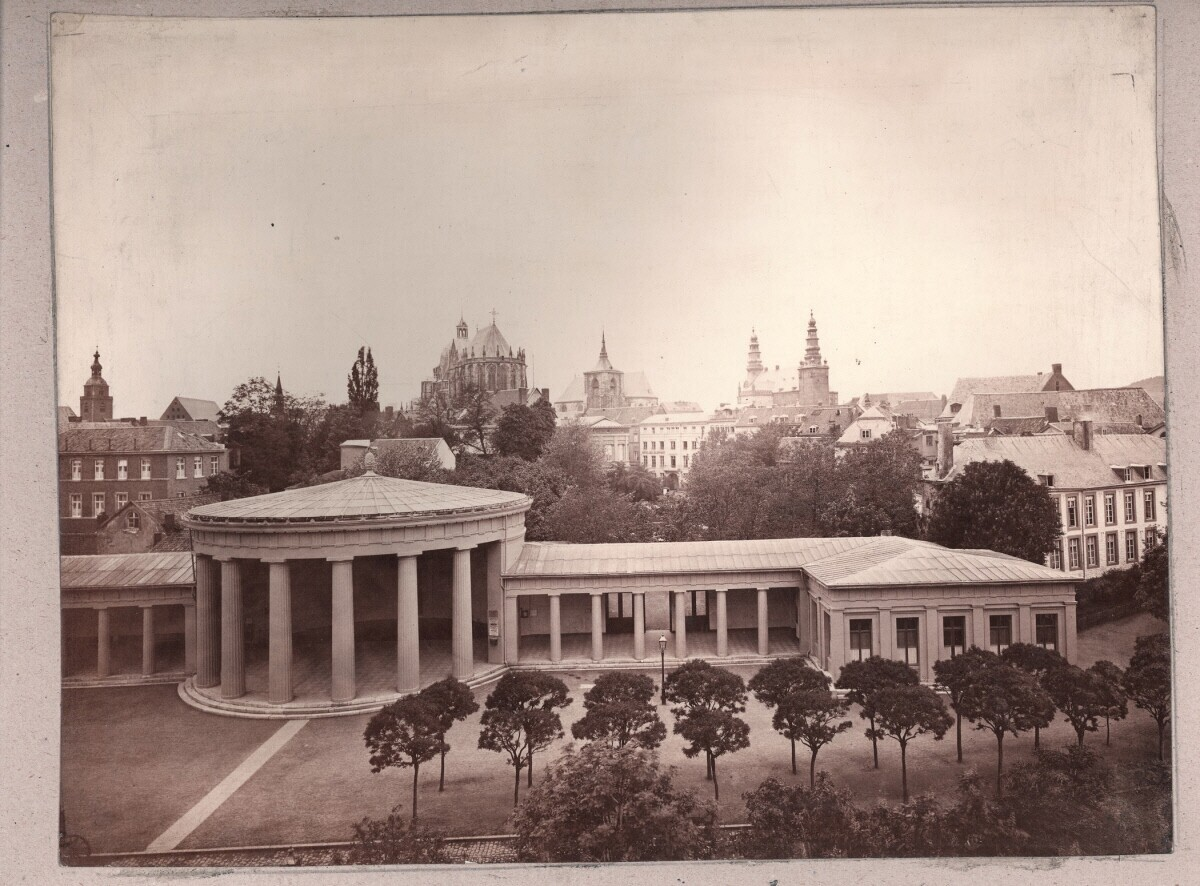
Elisenbrunnen, 1865 fotografiert von Jacob Wothly

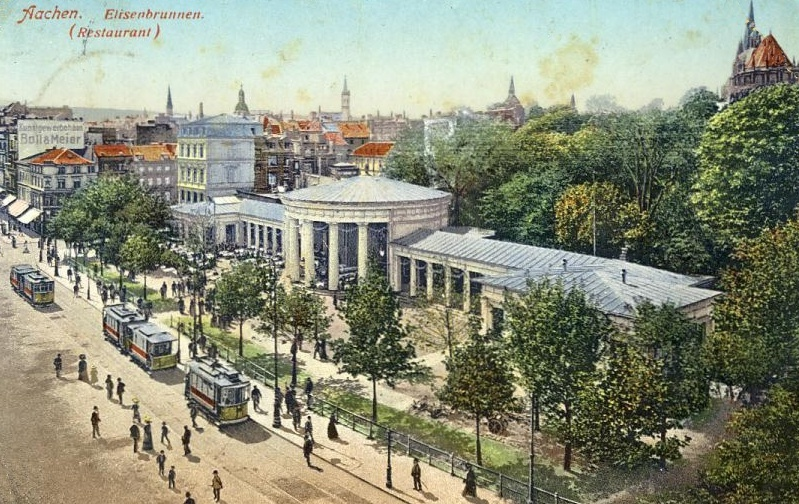
Elisenbrunnen 1910

Aufgrund seiner zahlreichen Thermalquellen war Aachen seit alters her ein Bade- und Kurort. Bereits die Römer nutzten die heißen Quellen zum Betrieb von Thermen. Ende des 17. Jahrhunderts wurde Aachen zum „Modebad“, das von gekrönten Häuptern und anderen Prominenten aufgesucht wurde.
1819 beschloss der Aachener Stadtrat den Bau einer Brunnenhalle. Mit dem neuen Trinkbrunnen sollte ein repräsentatives Gebäude erbaut werden, in dem an Kurgäste das als Heilwasser geschätzte Thermalwasser der 180 m entfernten „Kaiserquelle“ ausgegeben werden konnte. Als ursprünglicher Standort der Brunnenanlage war der Holzgraben vorgesehen. Aufgrund der besseren morphologischen Position (gleichmäßiges Gefälle von der Kaiserquelle) entschied man sich jedoch für den Standort am Friedrich-Wilhelm-Platz. Die Grundsteinlegung des Brunnens erfolgte anlässlich des 25. Thronjubiläums des preußischen Königs Friedrich Wilhelm III. am 16. November 1822. Im Jahr 1823 überarbeitete Karl Friedrich Schinkel die ursprünglichen Baupläne von Cremer. Erst nach der Erteilung der Baugenehmigung durch die preußische Regierung 1824 konnte mit den Bauarbeiten zum neuen Trinkbrunnen begonnen werden. Der rückwärtige Teil des Elisenbrunnes wurde auf Resten der mittelalterlichen Stadtmauer („Barbarossamauer“) errichtet. Der Weiterbau musste jedoch bereits 1825 aufgrund von finanziellen Engpässen der Stadt eingestellt werden. Um die Finanzierung zu gewährleisten, wurde vom Stadtrat die Einführung einer indirekten Steuer auf Futtermittel, Wein und Baumaterialien gefordert, welches jedoch von der preußischen Regierung abgelehnt wurde. Am 2. Mai 1827 wurde der Elisenbrunnen eröffnet, die offizielle Einweihung erfolgte jedoch erst im Jahr 1828. Das Thermalwasser wurde im Untergeschoss der Rotunde ausgeschenkt, zu dem 20 Stufen über zwei bogenförmige Treppen von links und rechts hinabführten.
Die Architektur des (als Gesamtbau) 266 Fuß (mit geschätzt 30 cm/Fuß umgerechnet: 79,8 m) langen Trinkbrunnens bestand aus einem zentralen Rundbau mit einem Durchmesser von 56 Fuß, einer inneren Höhe von 36 Fuß und einer äußeren von 46 Fuß (umgerechnet ca. 13,8 m), zwei seitlichen Säulengängen als Promenade von je 90 Fuß Länge und angrenzenden Flügelbauten. Der linke 40 Fuß lange und 28 Fuß breite Flügelbau war mit Marmor gefliest. Der rechte bestand aus einem Musikzimmer, einem Imbissraum und zugehöriger Küche.
Der Brunnenaufseher wohnte direkt neben dem Rundbau. In seiner Wohnung befand sich der Haupteingang des unterirdischen Kanals zu der Kaiserquelle. Die Länge der Leitung aus Bleiröhren betrug 680 Fuß (umgerechnet ca. 204 m). Das 46 °C heiße „Kaiserquellwasser“ verlor 2,5 Kelvin auf dieser Strecke. Ein vergoldeter Pinienzapfen krönte das Zeltdach des Rundbaus. Die gesamte Anlage war mit Zinkblech gedeckt.

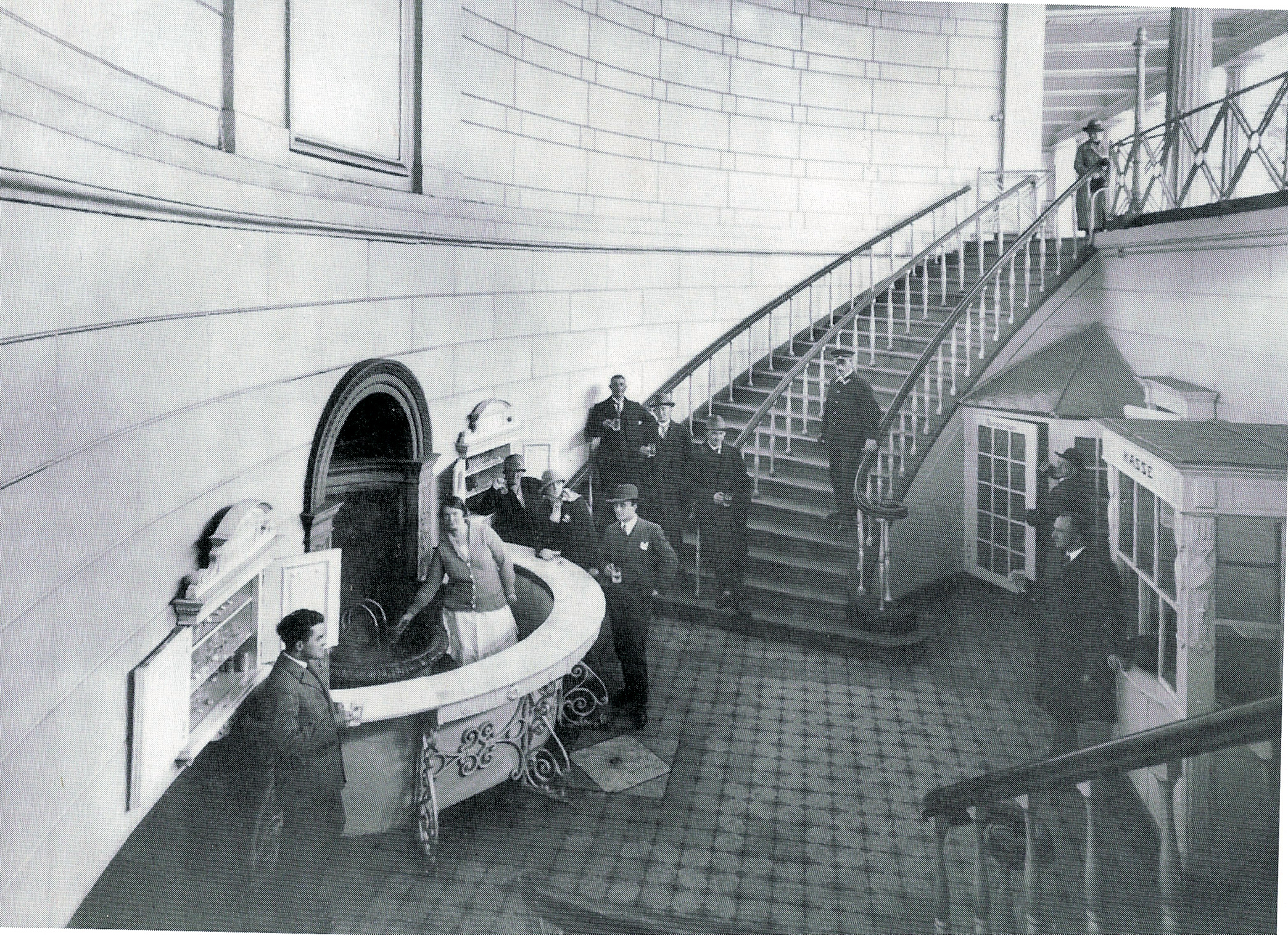
Früherer Trinkbrunnen, ca. 1925

An die Prominenten, die als Kurgäste das Wasser der Kaiserquelle tranken, erinnern Marmortafeln in der Halle, die während der ersten großen Rekonstruktion 1883 angebracht wurden. Darunter sind Peter der Große, Friedrich der Große, Giacomo Casanova und Georg Friedrich Händel. Im Zuge der Rekonstruktion wurde die Marmorbüste der Elise durch eine Kopie ersetzt und das Original in die Obhut des Suermondt-Museums übergeben.
Im rechten Pavillon des Gebäudes war seit 1907 das Büro des 1902 gegründeten Aachener Verkehrsvereins eingerichtet, während im linken Teil ein Restaurant und zeitweilig ein Brunnenausschank untergebracht war. Die Verkostung des Thermalwassers war ursprünglich kostenpflichtig. 1938 wurde der untere Trinkraum geschlossen und der Brunnen einige Meter höher verlegt.

### Zerstörung im Zweiten Weltkrieg und Rekonstruktion
Im Zweiten Weltkrieg wurde der Elisenbrunnen am 14. Juli 1943 durch Bombenangriffe fast vollständig zerstört und Anfang der 1950er Jahre originalgetreu rekonstruiert. 1948 wurde ein Architekturwettbewerb zur Neugestaltung des Elisenbrunnens und seiner Umgebung ausgerichtet. Die eingereichten, teilweise modernen Entwürfe führten zu heftigen Kontroversen in der Bevölkerung. Der Brunnen hatte sich so in den Herzen der Aachener Bürger etabliert, dass sich der weltberühmte Architekt Ludwig Mies van der Rohe bei einem Besuch in seiner Heimatstadt für einen unveränderten Wiederaufbau des im Krieg zerstörten Brunnens aussprach. Schließlich wurde die Anlage unter diesen strengen Auflagen durch das Aachener Bauunternehmen Robert Grünzig wieder aufgebaut und man übergab 1953 den Trinkbrunnen erneut seiner Bestimmung. Das Restaurant war nun im Tausch mit dem Büro des Verkehrsvereins im rechten Teil untergebracht. Im linken Anbau befand sich ein Brunnenraum für Kurgäste. 1971 wurde die große Brunnenschale mit den Seepferdchen gegen zwei Becken aus afrikanischem Granit ausgetauscht, der eine höhere Resistenz gegenüber dem heißen, mineralisierten Thermalwasser aufweist. Das Wasser des Kaiserquelle sprudelt seither aus zwei Löwenmäulern, die über den Granitschalen angebracht sind. Der alte Brunnen steht heute als Seepferdchenbrunnen auf dem Platz zwischen Kleverstraße und Kapellenstraße in Burtscheid.

### Entwicklung nach 2000

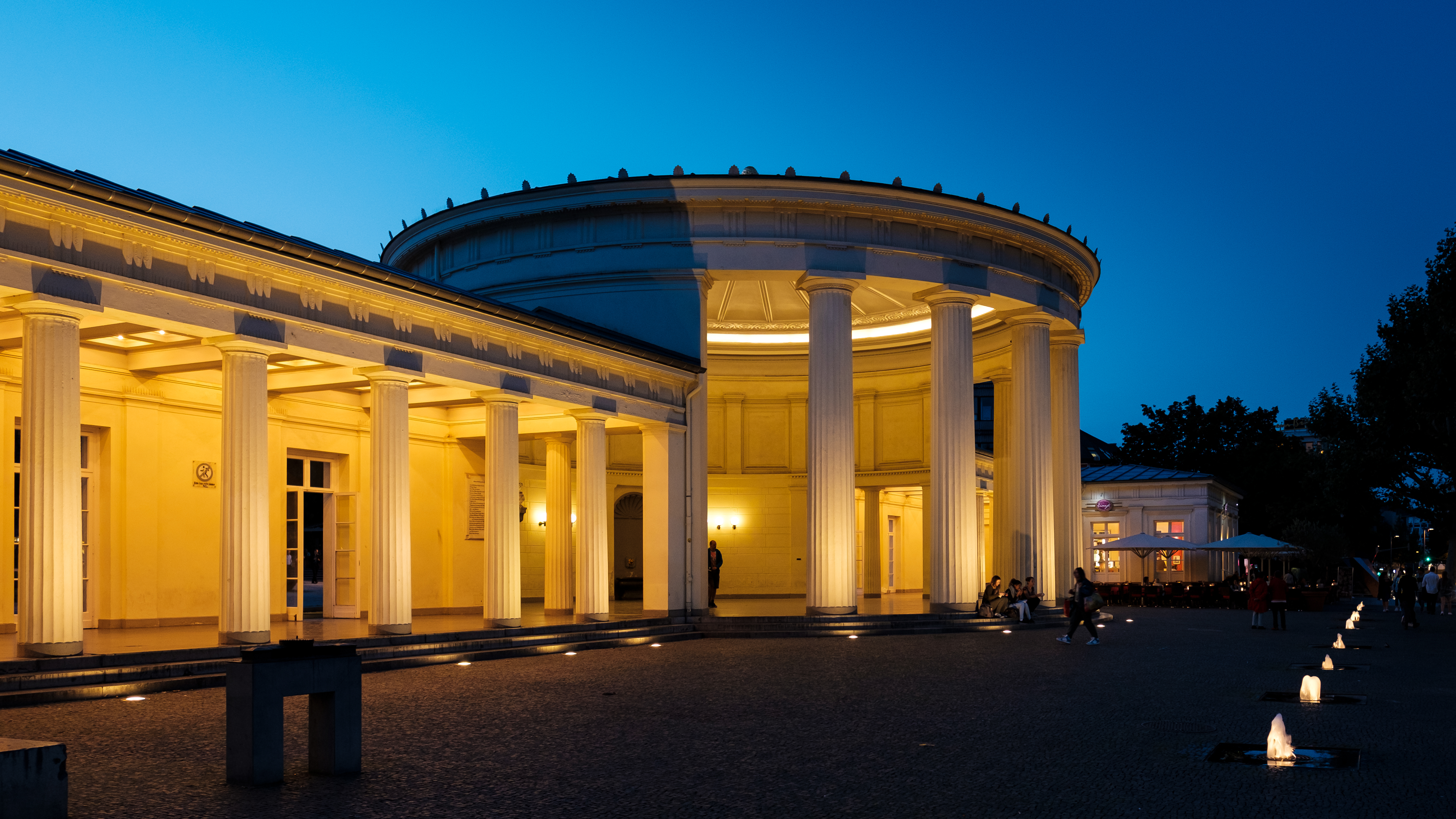
Elisenbrunnen am Abend

Im Jahr 2009 wurde der Elisenbrunnen über mehrere Monate für den Besucherverkehr gesperrt; im Gewölbe des unter der Rotunde befindlichen Kellerraums waren statische Mängel festgestellt worden. Der Boden der Rotunde musste daher entfernt werden. Dabei wurde das ehemalige Kellergewölbe komplett freigelegt. Nach Abschluss der statischen Sicherungsarbeiten wurde der Boden bzw. die Decke des Gewölbes mit originalgetreuen (und für die Region typischen) Blausteinplatten rekonstruiert.
Hinter dem Gebäude des Elisenbrunnens schließt sich der Elisengarten als ein kleiner Park an, in dem von 1873 bis 1891 ein weiterer Trinkbrunnen aufgestellt war, damit die Kurgäste den Park während der Trinkkur nicht verlassen mussten. Gegenwärtig wird der Elisenbrunnen für zahlreiche kulturelle Veranstaltungen genutzt. So finden in der Rotunde des Elisenbrunnens von April bis Oktober sonntäglich im Wechsel Salsa und Tango Argentino statt. Im Rahmen des Kulturfestivals across the borders gab es eine Fotoausstellung. Der Elisenbrunnen war 2009 einer der zentralen Veranstaltungsorte am Tag des offenen Denkmals in Aachen.
Aufgrund der chemischen Zusammensetzung des Thermalwassers muss dieses juristisch als Arzneimittel betrachtet werden und darf laut Arzneimittelgesetz demnach nur noch unter Aufsicht abgegeben werden. Als Alternative zu den zeitweiligen Überlegungen, die Thermalwasserbrunnen nach den Rekonstruktionsarbeiten an der Rotunde nicht wieder in Betrieb zu nehmen, wurden an beiden Trinkbrunnen der Kaiserquelle „Kein Trinkwasser“-Hinweisschilder angebracht.

## Verkehrsanbindung
Die Bushaltestelle Elisenbrunnen ist einer der wichtigsten Knotenpunkte im Busverkehr in Aachen und außerdem Endpunkt einiger Linien der ASEAG.
| Linie | Betreiber      | Verlauf |
| ----- | -------------- | --- |
| 2     | ASEAG          | Preuswald – Kaiser-Friedrich-Park – Misereor – Elisenbrunnen – Aachen Bushof – Kaiserplatz – Josefskirche – Kennedypark – Geschwister-Scholl-Gymnasium – Hansmannstraße (Bahnhof) – Eilendorf Schubertstraße |
| 5     | ASEAG          | Uniklinik – Westfriedhof – Schanz – Elisenbrunnen – Aachen Bushof – Kaiserplatz – Josefskirche – Bf Rothe Erde – Forst – Driescher Hof – Brand Schulzentrum – Brand |
| 7     | ASEAG          | Verlautenheide – Eilendorf Bf – Bf Rothe Erde – Frankenberger Viertel – Theater – Elisenbrunnen – Aachen Bushof – Ponttor – Laurensberg – Richterich Schönau |
| 11    | ASEAG          | Walheim Hasbach – Walheim – Nütheim – Schleckheim – Oberforstbach / Oberforstbach Gewerbegebiet – Lichtenbusch – Waldfriedhof – Burtscheid – Marienhospital – Aachen Hbf – Misereor – Elisenbrunnen – Aachen Bushof – Ludwig Forum – Talbot – Haaren – Würselen Kaninsberg – Weiden – Vorweiden – Linden-Neusen – (Broich –) Broicher Siedlung – Blumenrath – Montanstraße – Mariadorf – Hoengen |
| 12    | ASEAG          | Campus Melaten – Hörn – Muffet – Elisenbrunnen – Aachen Bushof – Kaiserplatz – Josefskirche – Kennedypark – Geschwister-Scholl-Gymnasium – Eilendorf – Münsterbusch – Zinkhütter Hof – Stolberg Mühlener Bf (– Birkengang – Am Sender – Donnerberg Höhenstraße) |
| 14    | ASEAG / TEC    | Aachen Bushof – Elisenbrunnen – Misereor – Aachen Hbf – Burtscheid Hauptstr. – Diepenbenden – Linzenshäuschen – Köpfchen Grenze (D) – (Hauset (B) –) Eynatten (B) – (Raeren –) Kettenis – Eupen (AVV-Tarif gilt nur im deutschen Streckenabschnitt) |
| 15    | ASEAG          | Elisenbrunnen – Aachen Bushof – Kaiserplatz – Josefskirche – Bf Rothe Erde – Forst – Brand – Krauthausen – Dorff – Breinig (– Breinigerberg – Vicht – Fleuth – Mausbach – Diepenlinchen) |
| 21    | ASEAG          | Lintert Friedhof – Burtscheid – Aachen Hbf – Misereor – Elisenbrunnen – Aachen Bushof – Ludwig Forum – Talbot – Haaren – Würselen – Morsbach – Bardenberg – (Pley –) Niederbardenberg – Herzogenrath Bf – Ritzerfeld – Merkstein – Boscheln – Holthausen – Übach – Palenberg – Palenberg Bf |
| 22    | ASEAG          | Campus Melaten – Hörn – Muffet – Elisenbrunnen – Aachen Bushof – Kaiserplatz – Josefskirche – Kennedypark – Geschwister-Scholl-Gymnasium – Eilendorf – Atsch – Stolberg Mühlener Bf |
| 23    | ASEAG          | (Campus Melaten –) Hörn – Muffet – Elisenbrunnen – Aachen Bushof – Kaiserplatz – Josefskirche – ASEAG – Hüls |
| 24    | ASEAG          | Kelmis (B) – Bildchen Grenze (D) – (Preuswald –) Franziskushospital – Jüdischer Friedhof – Schanz – Elisenbrunnen – Aachen Bushof |
| 25    | ASEAG          | Vaals (NL) – Vaalserquartier (D) – Westfriedhof – Schanz – Elisenbrunnen – Aachen Bushof – Kaiserplatz – Bf Rothe Erde – Forst – Brand – Freund – Büsbach – Stolberg Altstadt – Stolberg Mühlener Bf (– Atsch Dreieck) |
| 27    | ASEAG          | Brand – Gewerbegebiet Eilendorf Süd – Forst – Bf Rothe Erde – Frankenberger Viertel – Normaluhr – Theater – Elisenbrunnen – Aachen Bushof – Ponttor – Laurensberg – Niersteiner Höfe – Vetschau – Bank |
| 31    | ASEAG          | Siegel – Burtscheid – Aachen Hbf – Misereor – Elisenbrunnen – Aachen Bushof – Ludwig Forum – Talbot – Haaren – Verlautenheide – Gewerbegebiet Aachener Kreuz |
| 33    | ASEAG          | Fuchserde – Beverau – Frankenberger Viertel – Theater – Elisenbrunnen – Aachen Bushof – Ponttor – Westbahnhof – Hörn – Campus Melaten – Uniklinik – Kullen – Vaalserquartier (D) – Vaals (NL) |
| 34    | ASEAG          | (Kerkrade (NL) – Pannesheide (D)) / Kohlscheid Bf – Kohlscheid Weststr. – (Kohlscheid Markt –) Rumpen – Berensberg – Grüner Weg – Aachen Bushof – Elisenbrunnen – Theater – Normaluhr – Burtscheid Hauptstr. – Diepenbenden |
| 35    | ASEAG          | Vaals Grenze – Vaalserquartier – Westfriedhof – Schanz – Elisenbrunnen – Aachen Bushof – Kaiserplatz – Bf Rothe Erde – Forst – Brand – Kornelimünster – Walheim – Hahn – Breinig |
| 37    | ASEAG          | Brand – Gewerbegebiet Eilendorf Süd – Forst – Bf Rothe Erde – Frankenberger Viertel – Normaluhr – Theater – Elisenbrunnen – Aachen Bushof – Ponttor – Laurensberg – Orsbach – Lemiers |
| 43    | ASEAG          | (Richterich Schönau /) Laurensberg Rahe – Laurensberg – Westbahnhof – Ponttor – Aachen Bushof – Elisenbrunnen – Preusweg – Hanbruch – Uniklinik |
| 44    | ASEAG / Arriva | Schnellbus: Aachen Hbf – Elisenbrunnen – Aachen Bushof – Ponttor – Laurensberg – Richterich – Horbach (D) – Hogeschool Zuyd (NL) – Heerlen |
| 45    | ASEAG          | Uniklinik – Kullen – Westfriedhof – Schanz – Elisenbrunnen – Aachen Bushof – Kaiserplatz – Bf Rothe Erde – Forst – Driescher Hof – Brand Schulzentrum (– Brand) |
| 51    | ASEAG          | Waldfriedhof – Burtscheid – Aachen Hbf – Elisenbrunnen – Aachen Bushof – STAWAG – Carolus Thermen – Alter Tivoli – Scherberg – Würselen – Schleibacher Hof – Alsdorf-Annapark – Neuweiler – Oidtweiler – (Carl-Alexander-Park → Baesweiler Reyplatz →/ Setterich) |
| 53    | ASEAG          | Ronheider Weg – Habsburgerallee – Misereor – Elisenbrunnen – Aachen Bushof |
| 54    | ASEAG          | Diepenbenden – Burtscheid Hauptstr. – Normaluhr – Theater – Elisenbrunnen – Aachen Bushof – Eurogress – Soers – Berensberg – Rumpen – Kohlscheid Markt – Klinkheide – Pannesheide – Straß – Herzogenrath Bf – Herzogenrath Schulzentrum / Waldfriedhof / (Ritzerfeld – Merkstein – Industriegebiet Boscheler Berg) |
| 55    | ASEAG          | Vaals Grenze – Vaalserquartier – Westfriedhof – Schanz – Elisenbrunnen – Aachen Bushof – Kaiserplatz – Bf Rothe Erde – Forst – Brand – Kornelimünster – Schleckheim – Oberforstbach / Oberforstbach Gewerbegebiet – Lichtenbusch |
| 65    | ASEAG          | Elisenbrunnen – Aachen Bushof – Kaiserplatz – Bf Rothe Erde – Forst – Brand – Kornelimünster – Schleckheim – Oberforstbach Gewerbegebiet – Lichtenbusch |
| 74    | ASEAG          | Aachen Hbf – Elisenbrunnen – Aachen Bushof – Ponttor – Westbahnhof – Gewerbegebiet Avantis (D / NL) |
| 75    | ASEAG          | Hörn Kastanienweg – Muffet – Weststraße – Schanz – Elisenbrunnen – Aachen Bushof |
| X35   | ASEAG          | Expressbus: Elisenbrunnen – Aachen Bushof – Kaiserplatz – Bf Rothe Erde – Brand – Kornelimünster – Walheim – Hahn |
| X51   | ASEAG          | Expressbus: Elisenbrunnen – Aachen Bushof – STAWAG – Alter Tivoli – Scherberg – Würselen – Alsdorf-Annapark – Neuweiler – Oidtweiler – (Carl-Alexander-Park – Baesweiler Reyplatz) / (← Setterich) |
| 350   | Arriva         | Limburgliner: Aachen Bushof – Elisenbrunnen – (Theater ← Aachen Hbf ←) Schanz (D) – Vaals (NL) – Lemiers – Gulpen – Margraten – Cadier en Keer – Maastricht (AVV-Tarif gilt nur zwischen Aachen und Vaals Busstation) |
| SB63  | ASEAG          | Schnellbus: Aachen Bushof – Elisenbrunnen – Misereor – Aachen Hbf – Marienhospital – Burtscheid – Oberforstbach Gewerbegebiet – (Rott –) Roetgen – Lammersdorf – (Paustenbach – Bickerath) / (Rollesbroich – Strauch Am Roßbach –) Simmerath |
| SB71  | ASEAG          | Schnellbus: Verlautenheide Endstraße – Haaren Markt – Prager Ring – Blücherplatz – Hansemannplatz – Aachen Bushof – Elisenbrunnen – Schanz – Westfriedhof – Uniklinik |
| N1    | ASEAG          | Nachtexpress: nur in den Nächten vor Samstagen sowie Sonn- und Feiertagen Elisenbrunnen → Aachen Bushof → Kaiserplatz → Josefskirche → Bf Rothe Erde → Forst → Brand → Kornelimünster → Walheim → Schleckheim → Oberforstbach → Burtscheid → Marienhospital → Theater → Elisenbrunnen |
| N2    | ASEAG          | Nachtexpress: nur in den Nächten vor Samstagen sowie Sonn- und Feiertagen Elisenbrunnen (→ Aachen Bushof) / (← Karlsgraben) – Ponttor – Laurensberg – Richterich – Horbach – Locht (D) – Gracht Kerk (NL) |
| N3    | ASEAG          | Nachtexpress: nur in den Nächten vor Samstagen sowie Sonn- und Feiertagen Elisenbrunnen – Aachen Bushof (→ Ludwig Forum → Haaren → Verlautenheide → Würselen → Morsbach → Bardenberg) / (← Eurogress ← Berensberg ← Rumpen ← Kohlscheid Markt ← Klinkheide ← Pannesheide ← Straß) – Herzogenrath Bf – Ritzerfeld – Merkstein (← Boscheln ← Holthausen) |
| N4    | ASEAG          | Nachtexpress: nur in den Nächten vor Samstagen sowie Sonn- und Feiertagen Aachen Bushof – (Elisenbrunnen → Karlsgraben →) Ponttor – Westbahnhof – Hörn – Uniklinik – Kullen (D) – (Vaalserquartier (D) →) Vaals Heuvel (NL) |
| N5    | ASEAG          | Nachtexpress: nur in den Nächten vor Samstagen sowie Sonn- und Feiertagen Aachen Bushof → Elisenbrunnen → Misereor → Aachen Hbf → Marienhospital → Burtscheid → Lichtenbusch → Oberforstbach → Schleckheim → Kornelimünster → Niederforstbach → Brand → Forst → Bf Rothe Erde → Frankenberger Viertel → Aachen Hbf → Misereor → Elisenbrunnen |
| N6    | ASEAG          | Nachtexpress: nur in den Nächten vor Samstagen sowie Sonn- und Feiertagen Aachen Bushof → Alter Tivoli → Berensberg → Rumpen → Kohlscheid Weststr. → Klinkheide → Kohlscheid Markt → Bardenberg → Morsbach → Würselen → Haaren → Liebigstr. → Aachen Bushof → Elisenbrunnen |
| N7    | ASEAG          | Nachtexpress: nur in den Nächten vor Samstagen sowie Sonn- und Feiertagen (Aachen Bushof →) Elisenbrunnen – Karlsgraben – Schanz – Hanbruch – Kronenberg – Preusweg – (Preuswald →) Bildchen Grenze (D) – Kelmis (B) |
| N8    | ASEAG          | Nachtexpress: nur in den Nächten vor Samstagen sowie Sonn- und Feiertagen (Elisenbrunnen →) Aachen Bushof – Kaiserplatz – Josefskirche – Geschwister-Scholl-Gymnasium – Eilendorf – (Münsterbusch → Zinkhütter Hof → / Atsch ←) Stolberg Rosental |
| N9    | ASEAG          | Nachtexpress: nur in den Nächten vor Samstagen sowie Sonn- und Feiertagen Elisenbrunnen – Aachen Bushof (→ Liebigstr. → Haaren) / (←Alter Tivoli ← Scherberg ← Würselen ← Alsdorf) – Weiden – Vorweiden – Linden-Neusen – Broicher Siedlung – Alsdorf-Mariadorf – Siedlung Ost – Alsdorf Annapark |
| N60   | ASEAG          | Während der Sperrung der B258 kann der Nachtexpress in Konzen nur die Haltestellen Konzen Bf. und Breitestr. bedienen. Aus Zeitgründen kann Imgenbroich nicht bedienen. Nachtexpress: nur in den Nächten vor Samstagen sowie Sonn- und Feiertagen Aachen Hauptbahnhof → Elisenbrunnen → Aachen Bushof → Kaiserplatz → Josefskirche → Bf Rothe Erde → Forst → Brand → Kornelimünster → Walheim → Hahn → Rott → Roetgen → Lammersdorf → Rollesbroich → Witzerath → Simmerath → Strauch Am Roßbach → Kesternich → Am Gericht → Konzen Breitestr. → Konzen Bf. → Roetgen → Friesenrath → Walheim |